# Andreï Gavrilovitch Ignatiev
Pour les autres membres de la famille, voir Famille Ignatiev.
Général Andreï Gavrilovitch Ignatiev. (En alphabet cyrillique : генерал Андрей Гаврилович Игнатьев), né le 28 mars 1802, décédé le 23 août 1879 à Saint-Pétersbourg. Général d'artillerie, commandant de l'usine d'armement Sestroretski.

## Famille
Fils unique du général Gavriil Alexandrovitch Ignatiev

## Biographie
Issu d'une famille de la noblesse russe, il eut pour ancêtre Fiodor Akinfovitch Biakont. Andreï Gavrilovitch naquit le 28 mars 1802. Le 12 mai 1817, ce fut au grade de cadet que le jeune Ignatiev entra dans une compagnie d'artillerie à cheval. Le 27 juin 1818, il fut élevé au grade d'enseigne.
En 1828, l'enseigne Ignatiev fut engagé dans le conflit opposant la Russie à l'Empire Ottoman. Pour sa vaillance au cours des combats, en 1828, il fut décoré de l'Ordre de Sainte-Anne (4e classe) avec l'inscription Pour bravoure, il reçut également l'Ordre de Sainte-Anne (3e classe).
Il se rendit en France où il séjourna de 1840 à 1842. De retour en Russie, le 4 décembre 1843, en raison de ses 25 années de loyaux services dans l'Armée impériale de Russie, il fut décoré de l'Ordre de Saint-Georges (4e classe). (Liste de l'Ordre de Saint-Georges no 6949)
Le 6 décembre 1847, il fut promu au grade de major-général et fut admis à siéger à la Commission de recherches militaires au département artillerie. En 1854, devant la menace d'un débarquement des troupes anglo-françaises, il fut chargé de la mise en place de batteries à l'embouchure de la Neva. (13 batteries de 168 canons).

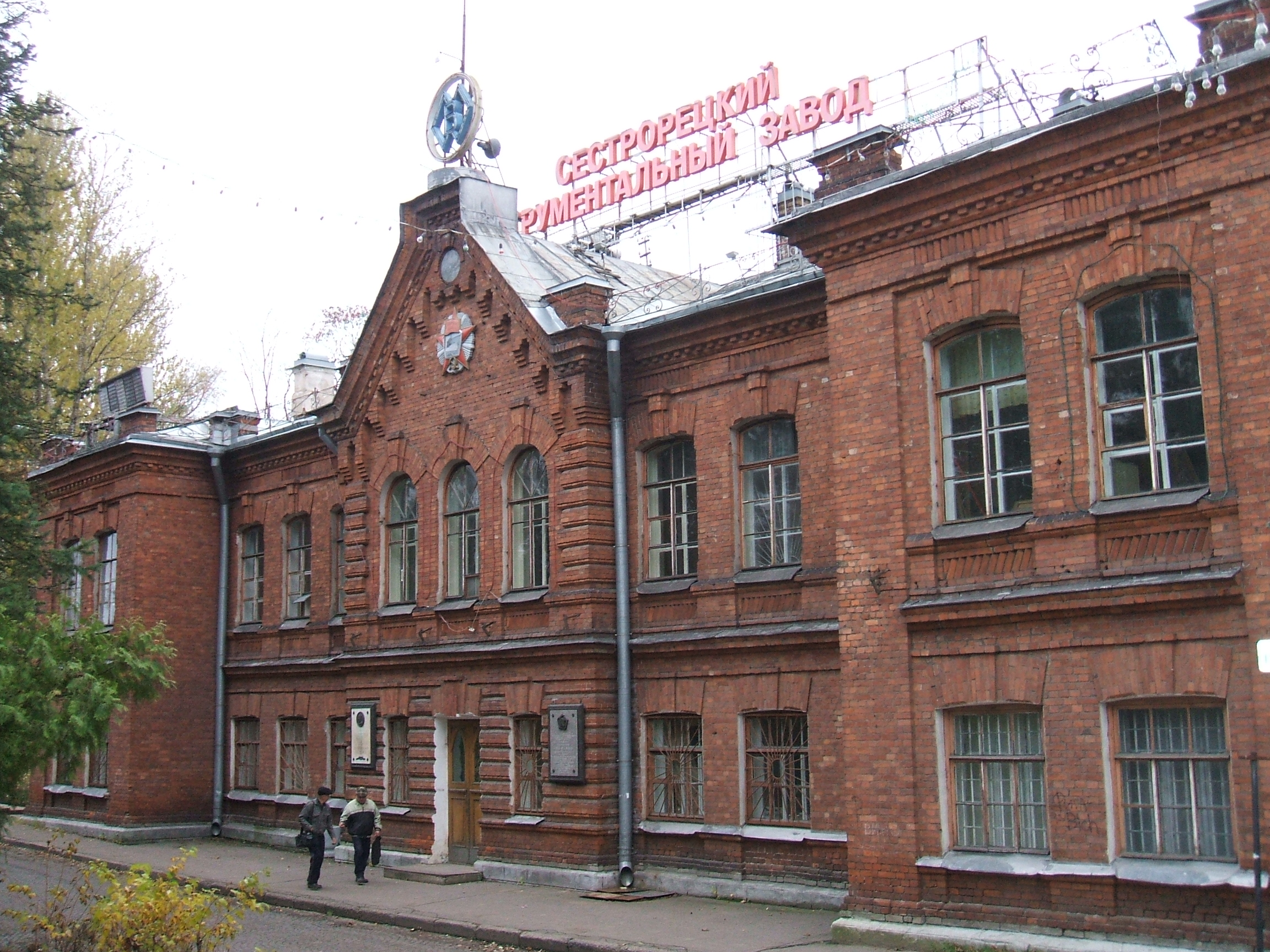
Usine d'armement Sestroretski à Saint-Pétersbourg en 2007.

En 1855, le major-général Ignatiev, fut placé à la tête d'un détachement de troupes chargé de la surveillance de la côte du golfe de Finlande (à Sestroretsk et Lissi Nos). Dans le même temps, il fut l'un des membres du Comité chargé de l'amélioration de l'équipement et de l'armement (1840 à 1860).
Le 20 avril 1855, Andreï Gavrilovitch fut nommé au poste de commandant de l'Usine d'armement de Sestrotski (Fondée par Pierre Ier de Russie, cette usine d'armement (fusils - sabres) ouvrit ses portes en 1724, située à Saint-Pétersbourg, reconvertie dans la fabrication d'outillage, cette usine est aujourd'hui détruite et relocalisée dans la zone industrielle de Konnaïa Lakhta.
Le 19 février 1858, il occupa les fonctions d'inspecteur des usines d'armement.
Le 24 août 1860, le major-général Ignatiev siégea comme membre au Département des armes du Comité d'artillerie.
Le 3 décembre 1878, il fut élevé au grade de général d'artillerie.

## Décès et inhumation
Le 23 août 1879, à Saint-Pétersbourg décéda le général Andreï Gavrilovitch Ignatiev, il fut inhumé au cimetière orthodoxe de Smolensk à Saint-Pétersbourg.

## Distinctions
- 4 décembre 1843 : Ordre de Saint-Georges (4e classe).
- 1828 : Ordre de Sainte-Anne (4e classe / avec l'inscription Pour bravoure.
- 1828 : Ordre de Sainte-Anne (3e classe).

## Sources
- Dictionnaire biographique russe, Alexandre Alexandrovitch Polovtsov (1832-1909)dic.academic.ru

- (ru) Cet article est partiellement ou en totalité issu de l’article de Wikipédia en russe intitulé « Игнатьев, Андрей Гаврилович » (voir la liste des auteurs).